# 4.16 세월호 참사 특별조사위원회
4.16 세월호 참사 특별조사위원회(4.16 歲月號 慘事 特別調査委員會)는 세월호 침몰 사고의 진상을 규명하고 안전사회 건설과 관련된 제도를 개선하며 피해자 지원대책을 점검하는 업무 등을 수행하기 위하여 설치된 대한민국의 한시적 중앙 행정 국가 기관이다. 1년 이내에 그 업무를 완료하여야 하나, 필요시 한 차례에 한해 6개월을 연장할 수 있으며, 백서 발간 등의 단순 문서 업무를 위해 3개월을 한 차례 더 연장할 수 있다.
위원회는 행정부, 국회, 사법부 등에 예속되지 않으며, 행정부 공무원을 파견받아 그 업무를 수행하며, 위원장은 장관급 정무직 공무원으로, 상임위원은 차관급 정무직 공무원으로 보한다.

## 설치 근거
- 4.16 세월호 참사 진상규명 및 안전사회 건설 등을 위한 특별법 제3조[3]

## 연혁
- 2015년 1월 1일 : 설치
- 2015년 8월 4일: 실질적 조직 구성 (실효 조사기간 시작)
- 2016년 9월 30일 : 해산

## 조직
위원장
- 보좌관

사무처
- 행정지원실[4]
- 진상규명국[5]
- 안전사회과[6]
- 피해자지원점검과[7]

## 역대 위원장
| 정부        | 대수 | 이름   | 임기                             | 직급   |
| ----------- | ---- | ------ | -------------------------------- | ------ |
| 박근혜 정부 | 초대 | 이석태 | 2015년 3월 5일 ~ 2016년 9월 30일 | 장관급 |

## 활동 기간 논란
2016년 6월 30일까지가 조사 기간이라는 정부 측과 2017년 2월 3일까지가 조사 기간이라는 조사위 측의 의견이 엇갈렸다.
나라키움저동빌딩에 입주해있던 특조위를 박근혜 정부에서 특조위 활동 기간이 조사 기간으로부터 3개월 후 종료됐다며 강제로 쫓아내 마포구 서교동 한국YMCA전국연맹 건물에서 조사위원들은 조사를 이어나가며 월급 지급을 청구하는 소송을 냈고, 조사위 측이 주장한 활동 기간이 지난 뒤에는 조사관들은 해당 건물에서 "세월호특조위조사관모임"을 열면서 2기 특조위의 출범을 요구하였고 2017년 5월 해산하였다. 그리고 박근혜가 탄핵된 뒤 2기 특조위 출범을 공약한 문재인이 대통령에 취임하였다.
2017년 9월 8일 서울행정법원은 특조위 활동 기간은 2015년 8월 4일부터라고 판결해 특조위원이 승소하였고 문재인 정부에서 항소를 포기해 1심이 확정됐다. 2017년 11월 27일 가습기 살균제 사건과 세월호 참사에 대한 진상규명을 위한 사회적 참사의 진상규명 및 안전사회 건설 등을 위한 특별법이 통과되어 가습기 살균제 사건과 4.16 세월호 참사 특별조사위원회가 설치되게 되었다.